# Pierre Souvairan (Missionar)
Pierre Souvairan (* 1921 in der Schweiz; † 16. April 1998 in Niamey, Niger) war ein Schweizer Missionar.
Pierre Souvairan war der Sohn eines Schweizer Rennfahrers. Er studierte Agrarwissenschaft an der polytechnischen Hochschule in Zürich, im Frühjahr 1942 schloss er sich als erster Bruder der Communauté de Taizé an. 1951 ging er nach Montceau-les-Mines, 1957 arbeitete er als ausgesandter Bruder in Marseille als Maurer und Steinmetz. Seit 1967 lebte Souvairan in Afrika und arbeitete in der katholischen Mission Nigers mit.
In Niger betätigte sich der begeisterte Taucher auch als Naturforscher. Er zeichnete in der Gegend von Makalondi (150 km südwestlich von Niamey an der Straße nach Ouagadougou) die Stimmen von 310 Vogelarten auf.